# Giorgio Medail
Giorgio Medail (Dolo, 4 settembre 1945 – Milano, 17 marzo 2011) è stato un giornalista, conduttore televisivo, conduttore radiofonico e dirigente della struttura per il rilancio dell'immagine dell'Italia presso il Dipartimento per il turismo italiano.

## Biografia
Fratello minore del giornalista Cesare, laureato in architettura allo IUAV di Venezia, nel 1975-76 gestì la piccola emittente televisiva via cavo Telemilano, attiva nel quartiere residenziale milanese di Milano 2. Nel 1978 fu curatore di tutti i programmi di Telemilano Canale 58 da cui nascerà Canale 5. In quegli anni condusse con Massimo Inardi L'Uomo e L'ignoto (1978) e L'intervistatore mascherato, programma quotidiano di dialogo con la gente, servizi per Buongiorno Italia e altre trasmissioni di notizie tra cui 300 puntate sulla cucina in Italia. Fu inoltre uno degli autori di Telemike con Mike Bongiorno.
Tra il 1983 e il 1985 seguì tutti i viaggi all'estero del Presidente del Consiglio Bettino Craxi realizzando numerosi speciali news per Canale 5, tra cui L'Italia vista dall'America (con riprese per due volte alla Casa Bianca alla presenza del presidente Ronald Reagan).
Fu il primo giornalista TV ad entrare con troupe televisiva nelle stanze private del Cremlino subito dopo l'elezione di Gorbačëv. Realizzò un reportage sulla fine della dittatura in Argentina filmando a Buenos Aires l'incontro alla Casa Rosada col nuovo Presidente Alfonsín, nonché inchieste in Somalia, Giappone, Brasile, Cina,  sempre per Canale 5. Nel 1985 realizzò e curò insieme ad Emilio Carelli la prima edizione del settimanale politico Parlamento In (Retequattro). Curò e condusse molti programmi news su Canale5 allo scopo di accendere i riflettori sui temi del mistero. Tra i titoli:
Italia Misteriosa (1986)
I misteri della notte (1987/91). Realizzato in tutte le principali metropoli del Mondo.
Off Limits (1988)
I misteri dell'estate (1988)
Arcana, la dimensione magica dell'uomo (1989) (Brasile, Haiti, Stati Uniti, Inghilterra, Italia). 
Dal 1985 al 1989 curò servizi giornalistici di Canale 5, realizzando tra l'altro numerosi "Speciale news".
Come autore e curatore firmò, con Guglielmo Zucconi, Dovere di Cronaca (con Indro Montanelli, Giorgio Bocca, Gianni Brera, Jas Gawronski) e Sono innocente (i grandi errori giudiziari).
Nel 1988 fu inviato alle Olimpiadi di Seul per Telecapodistria. Fu autore e conduttore della serie Delitti irrisolti su Canale 5 (1991). Realizzò il settimanale Club Estate (1990), dedicato alle follie, alla musica dell'estate e al Festivalbar. Fu autore e curatore di serie di programmi in difesa dei minori come L'età negata e Giardino d'infamia. Condusse su Italia 1 circa 150 puntate di Qui Italia, appuntamento quotidiano di interviste con la gente (1993/94). Condusse e ideò Mai visto su Italia 1 (1995) programma realizzato con vecchi filmati di magazzino mai andati in onda. Fu ideatore e direttore della testata giornalistica Ciak che forniva i servizi di spettacolo per i tre Tg Mediaset (dal 1991 al 98) realizzando migliaia di servizi ogni anno. Fu curatore, con Anna Praderio, del settimanale televisivo di cinema Ciak (1990/98). Curò il programma ES con Daniela Rosati su Rete 4 nella stagione televisiva 1997/98. Realizzò 25 puntate di Fatti e misfatti sugli "X-files italiani" (1998) e circa 35 inchieste su temi vari per il settimanale Inviato speciale su Italia 1 (1998/99).
Fu autore e curatore del programma Giallo quattro condotto con Donatella Raffai (1999). Curò nel 2001 il programma quotidiano Vox Populi per Italia 1 e nel 2002 il programma Arcana per Rete 4. Dal 2004 al 2007 curò il programma quotidiano Secondo voi (Italia 1 e Canale 5) condotto da Paolo Del Debbio. Fu vicedirettore del programma quotidiano L'Antipatico (2006/07) condotto da Maurizio Belpietro su Rete 4. Dal giugno 2007 al luglio 2008  diresse l'emittente televisiva nazionale Tv della Libertà.
Morì dopo una lunga malattia nel marzo 2011 all'età di 65 anni.

## Radio
Dal 1997 Giorgio Medail condusse insieme a Giorgio Cerquetti la trasmissione radiofonica Totem su RTL 102.5, programma dedicato a temi esoterici e misteriosi come UFO, parapsicologia, spiritualità e medicina alternativa, con la partecipazione degli ascoltatori che potevano intervenire in diretta.

## Politica
Dall'insediamento del governo Berlusconi fu dirigente della Struttura di Missione per il rilancio dell'immagine dell'Italia presso il Dipartimento per il turismo con l'importante responsabilità di coordinare le politiche di tutela, valorizzazione e promozione dell'immagine dell'Italia e del Made in Italy nel mondo.